# Майеринг-Микадзе, Екатерина
Екатерина Майеринг-Микадзе (груз. ეკატერინე მაიერინგ-მიქაძე) (род. 4 августа 1967) ― грузинский дипломат, эксперт по международным отношениям и консультант по государственной политике.

## Биография
Родилась в 1967 году в городе Гори, Грузинская ССР, училась в школе в Тбилиси. В 1984 году поступила в Тбилисский государственный университет, где изучала арабскую и грузинскую филологию. После года обучения в Тунисском университете в 1988–1989 годах она завершила учебу в 1990 году. Позже продолжила свое высшее образование в Институте политических исследований в Париже, которое окончила в 1995 году.

## Дипломатическая служба
Во время учебы в университете Майеринг-Микадзе стала активно участвовать в движении за независимость Грузии. После восстановления государственности Грузии и распада Советского Союза в 1991 году она работала в личном аппарате президента Эдуарда Шеварднадзе в качестве государственного советника с 1992 по 1995 год, но подала в отставку из-за отсутствия добросовестности и подотчетности в администрации президента.
В 2004 году Майеринг-Микадзе перешла на работу в Министерство иностранных дел Грузии. С 2004 по 2006 год была послом в Иордании, где она открыла первое посольство Грузии в арабском регионе после Египта. После Иордании она была послом Грузии в Саудовской Аравии, Ливане, Ираке, Бахрейне, Омане, ОАЭ,  Катаре и Кувейте .

## Публикации
- Тектоника геополитики Ближнего Востока: сейсмические признаки на Кавказе [6]
- Выходит из строя? Энергетический аргумент и Черное море [7]
- Внимание: почему Черное море по-прежнему имеет значение [8]
- Нефтедоллары и пандемия: туризм стран Персидского залива в Грузии [9]
- «Из Дубая с любовью. Постсоветская миграция в ОАЭ» В: Джабер Хана и Метраль Франция (реж.), Миры в движении, Мигранты и миграции на Ближнем Востоке на рубеже 21 века, Французский институт просвещения. IFPO, Бейрут, 2005 г. [10]